# 정초 (남송)
정초(鄭樵, 1104년 ~ 1162년)는 중국 남송의 역사가로, 《통지》의 편찬자이다. 자는 어중(漁仲), 호는 협제선생(夾漈先生)이다. 복건의 포전현(莆田縣) 출신이다.
젊은 시절에 여러 지역을 돌아다니며 장서가가 있는 곳을 찾아가서 지식을 흡수하였다. 소흥 19년(1149년), 고종에게 《통지》 중에서도 유명한 이십략(二十略)에 해당하는 내용의 저술을 제출했다. 이것이 인연이 되어, 고종을 알현하는 것을 허락받고, 단대사(斷代史)를 부정하는 사론(史論)을 상주했다. 그리하여 예부(禮部)에 임관하게 되었으나, 당시 재상이었던 진회에 의한 강권 정치의 희생양이 되어, 지방관으로 좌천되었다. 그러나 그런 와중에도 저술 활동을 중단하지 않았고, 추밀원 편수관으로 중앙 복귀에 성공했다.
정초는 남송의 바깥 근심이었던 금나라의 관제 조사를 하고자, 비서성(秘書省)에 소장된 서책의 열람을 신청한 적도 있었다. 1161년(소흥 31년), 개봉(開封)으로 천도한 금과 남송의 대립이 격화되고, 고종이 직접 출진하는 정세에 이르자, 그는 행궁유수간변공사(行宮留守幹辨公事)로서 수도인 임안(臨安)의 유수가 되었고, 칙명에 따라 완성한 《통지》 200권을 헌상할 것을 명령받았으나, 이내 병사하였다.
그밖에 저작으로는 《이아주(爾雅注)》 3권과 《협제유고(夾漈遺稿)》 등이 있다.
청나라의 장학성은 역사가로서의 정초에 대한 평가를 내린 바 있다.